# 高橋しん
高橋 しん（たかはし しん、本名：高橋 真（たかはし しん）、男性、1967年（昭和42年）9月8日 - ）は、日本の漫画家。北海道士別市出身。北海道士別高等学校、山梨学院大学法学部法学科卒業。

## 略歴

### 駅伝選手として
大学1年生の時に第63回箱根駅伝（1987年（昭和62年））で最終10区を走った経験がある（チームはこの時に箱根初出場。総合15位、個人成績は区間11位）。在学中からチームのTシャツのデザインを担当し、その洒落たデザインは他大学は元より高校生にとっても羨望の的であったという。

### 漫画家として
1990年（平成2年）、「好きになるひと」で第11回スピリッツ賞奨励賞を受賞し、「コーチの馬的指導学」（『ビッグコミックスピリッツ冬の増刊号』）でデビュー。
その後、新人漫画家に5話程度の短期連載を競わせる企画が『ビッグコミックスピリッツ』であり、高橋も1話を執筆したが、原因不明の疾病で執筆が行えなくなる。1年ほど療養して原因不明のまま治った高橋に連載の話が持ち上がり、編集から短期連載の企画の流用を勧められ、1993年（平成5年）『ビッグコミックスピリッツ』18号から「いいひと。」の連載を始める。
高橋にとっての、各エピソード毎に主人公が変わるという実験的作品（読者はあまり認識していなかったようであった）「いいひと。」は『ビッグコミックスピリッツ』で長期連載された。1997年にテレビドラマ化され平均視聴率20%以上を超える大ヒットとなった。ただし、ドラマ化にあたって「主人公のゆーじと、妙子のキャラだけは改変しないでください」と条件を出していたにもかかわらず、実際には両者とも著しく改変されていたことに激怒し、「原作」のテロップを認めず（「原案」となる）、翌1998年には原作の連載をも取りやめてしまったことで知られている。のちに高橋は『さよなら、パパ。』という『いいひと。』登場人物の後日談集を発表している。
2000年（平成12年）連載開始の『最終兵器彼女』はそれまでの一般庶民の生活に密着した作風から、一変したSF色の強い作品である。この作品は大ヒットしアニメ化もされ、2006年（平成18年）2月には前田亜季主演の実写映画も公開された。
『好きになるひと』では、画に対するこだわりを見せ、古い作品を全て描き直すという作業をしている。『きみのカケラ』では、少年誌にSFファンタジーで初挑戦している。白泉社の『月刊メロディ』2005年（平成17年）1月号（11月28日発売）より、マーク・トウェインの『トム・ソーヤーの冒険』を原作とした「トムソーヤ」を連載、2007年（平成19年）に完結した。
2016年（平成28年）から2018年（平成30年）にかけては『ビッグコミックスピリッツ』で駅伝を主題にした「かなたかける」を連載。

## 作品リスト
- いいひと。（『ビッグコミックスピリッツ』連載）
  - さよなら、パパ。（短編集）2002年5月初版発行 ISBN 4-09-186852-5
- 最終兵器彼女（『ビッグコミックスピリッツ』連載）
  - 「最終兵器彼女外伝集　世界の果てには君と二人で」（短編集）2006年7月発行 ISBN 4-09-180746-1
- きみのカケラ（『週刊少年サンデー』連載）
  - スピカ - The twin STARS of "きみのカケラ" 2013年8月初版発行 ISBN 978-4-09-124402-4
- 好きになるひと（短編集）1999年12月初版発行 ISBN 4-09-186851-7
- トムソーヤ（『MELODY』連載）2007年8月初版発行 ISBN 978-4-592-14281-2
- 花と奥たん（『ビッグコミックスピリッツ』連載）
- SEASONS―なつのひかりの―(短編集)　ISBN 978-4-09-157286-8
- 雪にツバサ（『週刊ヤングマガジン』連載）
- あの商店街の、本屋の、小さな奥さんのお話。（『MELODY』連載 2013年）2013年12月初版発行 ISBN 978-4-592-21714-5
- あの商店街の、本屋の、小さな奥さんのお話。初恋本屋。2015年11月初版発行
- かなたかける（『ビッグコミックスピリッツ』連載）
- 髪を切りに来ました。（『MELODY』連載）
- 駅伝男子プロジェクト（『ビッグコミックスピリッツ』連載）

以下未単行本化
- たしかに、君がいる。（白泉社 『月刊メロディ』 2002年12月号）
- 白ネコのこと（白泉社 『月刊メロディ』 1999年11月）
- 百の星（作者故郷の士別神社会報「つくも山」 1999年）
- 有森裕子物語（前編：『週刊少年サンデー』 1996年7月24日号/後編：7月31日号）
- 黒い翼（『週刊ヤングサンデー』 1995年12月14日号）
- 抱きしめたい（『ビッグコミックスピリッツ』 1994年11月10日増刊号）
- START-EIGHTEEN-（前編：『ビッグコミックスピリッツ』 1992年No1・2合併号/後編：No3・4合併号）
- わたしたちは散歩する（竹書房 『まんがくらぶ』 隔月刊連載 全11話）
※4話（2002年2月号）のみ『最終兵器彼女外伝集 世界の果てには君と二人で』に収録。
- ANCHOR 2024（小学館『ビッグコミックスピリッツ』 2025年4・5合併号）
※初期の短編をリライトした作品。

### 最終兵器彼女に関連した作品
これらの作品は2006年7月発売の外伝『最終兵器彼女外伝集 世界の果てには君と二人で』に収録された。
- LOVE STORY, KILLED.（『ビッグコミックスピリッツ』 2002年7月15日号）
- 世界の果てには君と二人で。あの光が消えるまでに願いを。せめて僕らが生き延びるために。この星で。（『月刊サンデージェネックス』 2001年8月号）
- 最終兵器彼女 〜Sametime, another place〜（『月刊サンデージェネックス』 2002年12月号別冊付録「LOVE STORY, KILLED.」と「世界の果てには君と二人で・・・」を再録）
- スター★チャイルド（『ビッグコミックスピリッツ』 2006年9号）

### きみのカケラに関連した作品
- スピカ-The twin ST☆Rs of "KIMI NO KAKERA"-（『週刊少年サンデー』 2010年34号）
※「きみのカケラ」完結巻発売記念として掲載された作品。作者曰く、「きみのカケラ」の双子作品。
- スピカ-放課後のちいさな星-（『週刊少年サンデー』 2013年31号）
※「きみのカケラ」「スピカ」に続く、もう一つの「きみと僕」のストーリー。

### 挿絵・イラスト
- 「LOVESONG 2002」（画集）
- 赤×ピンク (著：桜庭一樹、ファミ通文庫)
- 公益財団法人JKAのテレビコマーシャル（2022年5月[8]） - イラスト描きおろし[8]

## SHIN Presents!
高橋しんの個人事務所。及び、高橋しん作品におけるアシスタントスタッフの総称。通称「しんプレ」。
『いいひと』を新連載するにあたって、高橋しんの読切時代のアシスタントさかもとたけしと新人漫画家同士の仲間いけだたかしと共に結成し、事務所を設立。後に両者は、退所し独立する。

### アシスタント
- いけだたかし - 『いいひと』『最終兵器彼女』読切作品など作画アシスタントとして従事。しんプレの初代メンバーのひとり。
- さかもとたけし - 『いいひと』『最終兵器彼女』『きみのカケラ』読切作品などの作画チーフアシスタントとして従事。しんプレ初代メンバー。
- 浅野いにお[9]（『最終兵器彼女』連載時[10]）
- 守屋直樹[9]
- 中山雅也[9]
- 菊池直恵[9]
- 稲光伸二[9]
- 関口太郎[9]
- 伊藤静

他多数。